# Warboys
Warboys är en ort och civil parish i Storbritannien.   Den ligger i distriktet Huntingdonshire i grevskapet Cambridgeshire i riksdelen England, i den sydöstra delen av landet, 100 km norr om huvudstaden London. Warboys ligger 32 meter över havet och antalet invånare är 3 786.
Terrängen runt Warboys är platt. Runt Warboys är det ganska tätbefolkat, med 179 invånare per kvadratkilometer. Närmaste större samhälle är Huntingdon, 10,9 km sydväst om Warboys. Trakten runt Warboys består till största delen av jordbruksmark.